# Mistrovství Evropy v judu 2001
Mistrovství Evropy se konalo v  Palais omnisports v Paříži, Francie, ve dnech 18.-20. května 2001

## Program
- PAT - 18.05.2001 - polotěžká váha (−100 kg, −78 kg) a těžká váha (+100 kg, +78 kg) a střední váha (−70 kg)
- SOB - 19.05.2001 - střední váha (−90 kg) a polostřední váha (−81 kg, −63 kg) a lehká váha (−73 kg, −57 kg)
- NED - 20.05.2001 - superlehká váha (−60 kg, −48 kg) a pololehká váha (−66 kg, −52 kg) a bez rozdílu vah

## Výsledky

### Muži
| Kategorie | Zlato                  | Stříbro                  | Bronz                       | Bronz                       |
| --------- | ---------------------- | ------------------------ | --------------------------- | --------------------------- |
| −60 kg    | Elčin Ismajilov (AZE)  | Cyril Soyer (FRA)        | Cédric Taymans (BEL)        | Nestor Chergiani (GEO)      |
| −66 kg    | Renat Mirzalijev (UKR) | Davit Margošvili (GEO)   | Larbi Benboudaoud (FRA)     | Jozef Krnáč (SVK)           |
| −73 kg    | Hennadij Bilodid (UKR) | Giuseppe Maddaloni (ITA) | Daniel Fernandes (FRA)      | Nikolaj Belokosov (MDA)     |
| −81 kg    | Alexej Budolin (EST)   | Laša Pipia (RUS)         | Irakli Uznadze (TUR)        | Óscar Fernández (ESP)       |
| −90 kg    | Mark Huizinga (NED)    | Rasul Salimov (AZE)      | Frédéric Demontfaucon (FRA) | Dmitrij Budolin (EST)       |
| −100 kg   | Ari'el Ze'evi (ISR)    | Ghislain Lemaire (FRA)   | Elco van der Geest (NED)    | Iveri Džikurauli (GEO)      |
| +100 kg   | Tamerlan Tmenov (RUS)  | Denis Braidotti (ITA)    | Selim Tataroğlu (TUR)       | Alexandre Davitašvili (GEO) |

### Ženy
| Kategorie | Zlato                        | Stříbro                      | Bronz                     | Bronz                     |
| --------- | ---------------------------- | ---------------------------- | ------------------------- | ------------------------- |
| −48 kg    | Frédérique Jossinetová (FRA) | Laura Moiseová (ROU)         | Giuseppina Macriová (ITA) | Ann Simonsová (BEL)       |
| −52 kg    | Inge Clementová (BEL)        | Isabelle Schmutzová (SUI)    | Laëtitia Tignolaová (FRA) | Ioana Dineaová (ROU)      |
| −57 kg    | Isabel Fernándezová (ESP)    | Deborah Gravenstijnová (NED) | Barbara Harelová (FRA)    | Cinzia Cavazzutiová (ITA) |
| −63 kg    | Gella Vandecaveyeová (BEL)   | Claudia Heillová (AUT)       | Ylenia Scapinová (ITA)    | Radka Štusáková (CZE)     |
| −70 kg    | Ulla Werbroucková (BEL)      | Cecilia Blancová (ESP)       | Adriana Dadciová (POL)    | Mariela Spaceková (AUT)   |
| −78 kg    | Céline Lebrunová (FRA)       | Heidi Rakelsová (BEL)        | Claudia Zwiersová (NED)   | Michelle Rogersová (GBR)  |
| +78 kg    | Katja Gerberová (GER)        | Tea Donguzašviliová (RUS)    | Sissi Veysová (BEL)       | Mara Kovačevićová (YUG)   |